# Clarias gracilentus
Clarias gracilentus – gatunek ryby sumokształtnej z rodziny długowąsatych zamieszkujący wody słodkie Azji Południowo-Wschodniej. Został opisany w 2011 roku. Oba człony nazwy gatunku pochodzą z języka greckiego (chlaros – żywy i gracilentus – smukły) i odnoszą się do zdolności życia ryb przez długi czas bez wody oraz smukłego ciała tego gatunku w porównaniu do C. nieuhofii.

## Występowanie
Nowo opisany gatunek C. gracilentus występuje w Azji Południowo-Wschodniej. Zamieszkuje należącą do Wietnamu wyspę Phú Quốc położoną u południowo-wschodnich wybrzeży Kambodży, a także ląd stały w południowo-wschodniej Kambodży.
Ostatnie badania (Lim i Ng, 1999; Teugels, 2001; Sudarto, 2003; Ng, 2004) doprowadziły do odkrycia większej różnorodności Clarias w Azji, szczególnie w Azji Południowo-Wschodniej; choć problemy taksonomiczne w grupie pozostają, to ich rozwiązanie może spowodować odkrycie nowych gatunków.

## Charakterystyka
Gatunki Clarias cechują się wydłużonym korpusem oraz płetwą grzbietową analnie rozszerzoną tuż za odbytem do podstawy płetwy ogonowej. Płytki kostne tworzą kask ochronny. Grzbiet rozciąga się od punktu najbardziej piersiowego płetwy podstawy do przesmyku. Brodawki genitalne, które znajdują się na prawo od odbytu są wydłużone i wskazały u samców, że są one stosunkowo większe niż u samic. Elementy grzbietu i powierzchni głowy są pokryte grubą warstwą skóry. Kształt oczu jajowaty, usta pofałdowane. Zęby małe w nieregularnych rzędach. Prostokątny zespół zębów z wycięciem na środkowej tylnej krawędzi.
Ubarwienie – w 70% alkoholu: ciemnoszara grzbietowa i boczna powierzchnia głowy i ciała. Jasnoszary zanika na brzusznej powierzchni. Płetwa grzbietowa i ogonowa ciemnoszara z bardzo cienkiej bezbarwnej powłoki. Płetwa brzuszna bezbarwna, promienie płetwy piersiowej – ciemnoszare ze szklistej błony.

## Środowisko i ekologia
Na siedlisku Phú Quốc C. gracilentus mają zwyczaj zasiedlać zalesione bagna i wolno płynące strumienie. W porze suchej ryba ukrywa się w małych zagłębieniach pod korzeniami martwych drzew. Woda jasna i chłodna (24–27 °C) w odcieniu brązu, kwaśna (pH 4,5–5,5) i dobrze natleniona (4–1). Inne ryby zgromadzone w tym obszarze: Monopterus albus (Synbranchidae), Channa sp. (Channidae). Można również spotkać kraby słodkowodne, mięczaki oraz stawonogi.